# Vjekoslav Ćurić
Vjekoslav "Vjeko" Ćurić  (Lupoglav, Bosnia Herzegovina, 26 de abril de 1957-Kivuma, Ruanda, 31 de enero de 1998) fue un sacerdote franciscano misionero de nacionalidad croata que realizaba su trabajo humanitario en Ruanda durante el genocidio. Asesinado después del conflicto en circunstancias poco conocidas, es considerado mártir y llamado el «Oskar Schindler croata». La película Disparando a perros, dirigida por Michael Caton-Jones en 2005 está inspirada indirectamente en su vida, a partir del testimonio de David Belton, corresponsal de la BBC durante la guerra en Ruanda y que huyó gracias a Ćurić.

## Infancia y juventud
Vjeko Ćurić fue el segundo de los seis hijos de Petar y Ana Ćurić. Realizó sus estudios en el seminario menor franciscano de Visoko, donde también realizó su noviciado, entrando en la orden franciscana el 15 de julio de 1976. Estudió teología en Sarajevo y fue ordenado sacerdote el 21 de junio de 1982. Ese mismo año viajó a París para formarse como misionero y el 18 de agosto de 1983 se estableció en Ruanda.

## Misionero en Ruanda
Fray Vjeko realizó una importante labor humanitaria durante el genocidio de Ruanda entre hutus y tutsis, ayudando a escapar a miembros de ambas etnias, especialmente obispos, sacerdotes, religiosos y monjas, a los que transportó a lugares seguros durante las etapas más violentas del conflicto. Era bien conocido en Kivumu, donde dirigía una parroquia que sirvió de refugio para muchos ruandeses que huían de las matanzas. Mientras que la mayoría de los extranjeros en Ruanda fueron evacuados, Ćurić decidió quedarse en su parroquia, ayudando a escapar a mucha gente y dando asistencia médica a miembros de ambos bandos.
Fue amenazado varias veces por los Interahamwe por interponerse en su limpieza racial, aunque se reconocía su labor imparcial. Ayudó a reconstruir muchas de las casas destruidas y trabajó activamente por la reconciliación y el establecimiento del Tribunal Penal Internacional para Ruanda. Fue asesinado en circunstancias todavía no aclaradas el 31 de enero de 1998. Fue enterrado en una de las iglesias que ayudó a construir en Kiwumu.

## Legado
La orden franciscana y la provincia de Bosna Srebrena, de donde era originario Vjeko recibieron un reconocimiento especial por parte del papa Juan Pablo II, que destacó el esfuerzo de Ćurić para «rescatar y ayudar a sus semejantes por la gloria de Dios y el amor al prójimo». Según la declaración de su provincia religiosa, Ćurić sufrió la muerte propia de un mártir.